# Ортр
Ортр, Орт, Орф, Ортос (грец. Orthros, Orthos) — у давньогрецькій міфології — страшний двоголовий пес, син Єхидни й Тіфона, брат Кербера та Лернейської гідри, батько Сфінкса. 
Служив велетню Геріону і стеріг його корів. Був убитий Гераклом  за допомогою довбні при викраденні героєм череди (десятий подвиг Геракла).
Двоголовість Ортра може пояснюватися тим, що пес символізував початок нового року. Таким чином одна голова дивилася в попередній рік, а інша в наступний.